# Power (pel·lícula de 2024)
Power és un documental estatunidenc del 2024, escrit, dirigit i produït per Yance Ford. Explora l'abast i l'escala de la policia dels Estats Units durant centenars d'anys. S'ha subtitulat al català.
Es va projectar per primer cop al Festival de Cinema de Sundance de 2024 i es va estrenar en una selecció de cinemes el 10 de maig del mateix any, abans d'incorporar-la al catàleg de Netflix el 17 de maig.

## Premissa
Explora l'abast i l'escala de la policia estatunidenca durant centenars d'anys. Segueix els diners, el poder polític i el suport bipartidista que ha creat la policia moderna.

## Estrena
Es va estrenar per primer cop al Festival de Cinema de Sundance el 18 de gener de 2024. També es va projectar al Festival Internacional de Cinema Documental de Copenhaguen el 18 de març del mateix any. També es va projectar al Festival Documental Internacional Canadenc Hot Docs l'1 de maig. Va comptar amb una estrena limitada el 10 de maig, abans de la incorporació a Netflix el 17 de maig de 2024.